# Unione Colline Matildiche
L'Unione Colline Matildiche è un'unione di comuni nata dalla decisione di tre comuni della cintura sud della città di Reggio Emilia di integrare fra loro e gestire insieme funzioni e servizi erogati alla cittadinanza. È composta dai comuni di Albinea, Quattro Castella e Vezzano sul Crostolo e ha una estensione di oltre 128 km² con una popolazione di circa 26.000 abitanti (anno 2017). La sede legale è a Quattro Castella, che è anche il comune più popoloso.
Porta questo nome in onore di Matilde di Canossa, nota con l'appellativo di Grancontessa, che nel medioevo esercitava il proprio potere su questi territori dal limitrofo castello di Canossa.
Confina a nord con la città di Reggio Emilia, a sud con l'Unione Appennino Reggiano, a est con l'Unione Tresinaro Secchia e a ovest con l'Unione Val d'Enza.

## Scopo
Obiettivi primari dell'Unione sono l'integrazione tra i comuni di funzioni quali Servizi sociali, gestione del personale, polizia locale, gare e appalti di fornitura di beni e servizi.

## Territorio
Il territorio dell'Unione lambisce il confine meridionale della città di Reggio, occupando la porzione centrale della fascia Pedemontana reggiana. I tre comuni gravitano essenzialmente sul capoluogo di provincia, che si contraddistingue come un forte polo attrattivo per servizi e lavoro. Per la posizione paesaggistica e climatica favorevole e la vicinanza a Reggio la zona è caratterizzata da insediamenti residenziali di pregio immersi nel verde. A conferma di ciò Albinea è il comune con il reddito pro capite più alto della provincia di Reggio Emilia, immediatamente seguito dal comune di Quattro Castella, nonché il secondo più ricco di tutta l'Emilia-Romagna.
Le principali infrastrutture sono la strada statale 63 del Valico del Cerreto, che attraversa il territorio da nord a sud, e la strada provinciale Pedemontana, che lo percorre da est a ovest. Sono presenti sei aree produttive, caratterizzate per lo più da piccole e medie imprese. L'Unione comprende un paesaggio regionale protetto naturale e seminaturale, tre aree protette di grande valore ambientale - l'Oasi di Bianello e i SIC Ca' del Vento, Ca' del Lupo e Gessi di Borzano e Monte Duro - e i due parchi provinciali di Roncolo e della Pinetina di Vezzano (Ecoparco). Dal settembre 2023 è sede del sito UNESCO Bassa Collina Reggiana del bene seriale “Carsismo nelle evaporiti e grotte dell'Appennino Settentrionale" che comprende i gessi triassici.
I maggiori corsi d'acqua sono il torrente Crostolo, il torrente Modolena e il torrente Lodola. Il punto più alto è il Monte Duro (732 m), situato nella frazione di Montalto (Vezzano sul Crostolo).